# Черньово (село, Гдовський район)
Черньово (рос. Чернёво) — село в Гдовському районі Псковської області Російської Федерації.
Населення становить 372 особи. Входить до складу муніципального утворення Черньовська волость.

## Історія
Від 2005 року входить до складу муніципального утворення Черньовська волость.

## Населення
| 1939 | 2001 | 2002 | 2010 | 2020 |
| ---- | ---- | ---- | ---- | ---- |
| 1834 | ↘523 | ↗547 | ↘414 | ↘372 |